# Crossville (Alabama)
Crosville es un pueblo ubicado en el condado de DeKalb en el estado estadounidense de Alabama. En el censo de 2000, su población era de 1431. 

## Demografía
En el 2000 la renta per cápita promedia del hogar era de $ 31.394$ , y el ingreso promedio para una familia era de 44.667$. El ingreso per cápita para la localidad era de 14.326$. Los hombres tenían un ingreso per cápita de 27.708$ contra 20.461$ para las mujeres.

## Geografía
Crosville está situado en 34°17′12″N 85°59′27″O / 34.28667, -85.99083 (34.286752, -85.990814).
Según la Oficina del Censo de los EE. UU., la ciudad tiene un área total de 6.02 millas cuadradas (15.59 km ²).